# Параиба-ду-Сул
Параиба-ду-Сул (порт. Paraíba do Sul) — муниципалитет в Бразилии, входит в штат Рио-де-Жанейро. Составная часть мезорегиона Центр штата Рио-де-Жанейро. Входит в экономико-статистический микрорегион Трес-Риус. Население составляет 39 988 человек на 2006 год. Занимает площадь 580,803 км². Плотность населения — 68,8 чел./км².

## История
Город основан 15 января 1833 года.

## Статистика
- Валовой внутренний продукт на 2003 год составляет 207 933 707,00 реалов (данные: Бразильский институт географии и статистики).
- Валовой внутренний продукт на душу населения на 2003 год составляет 5 358,29 реалов (данные: Бразильский институт географии и статистики).
- Индекс развития человеческого потенциала на 2000 год составляет 0,771 (данные: Программа развития ООН).

## География
Климат местности: горный тропический. В соответствии с классификацией Кёппена, климат относится к категории Cwa.

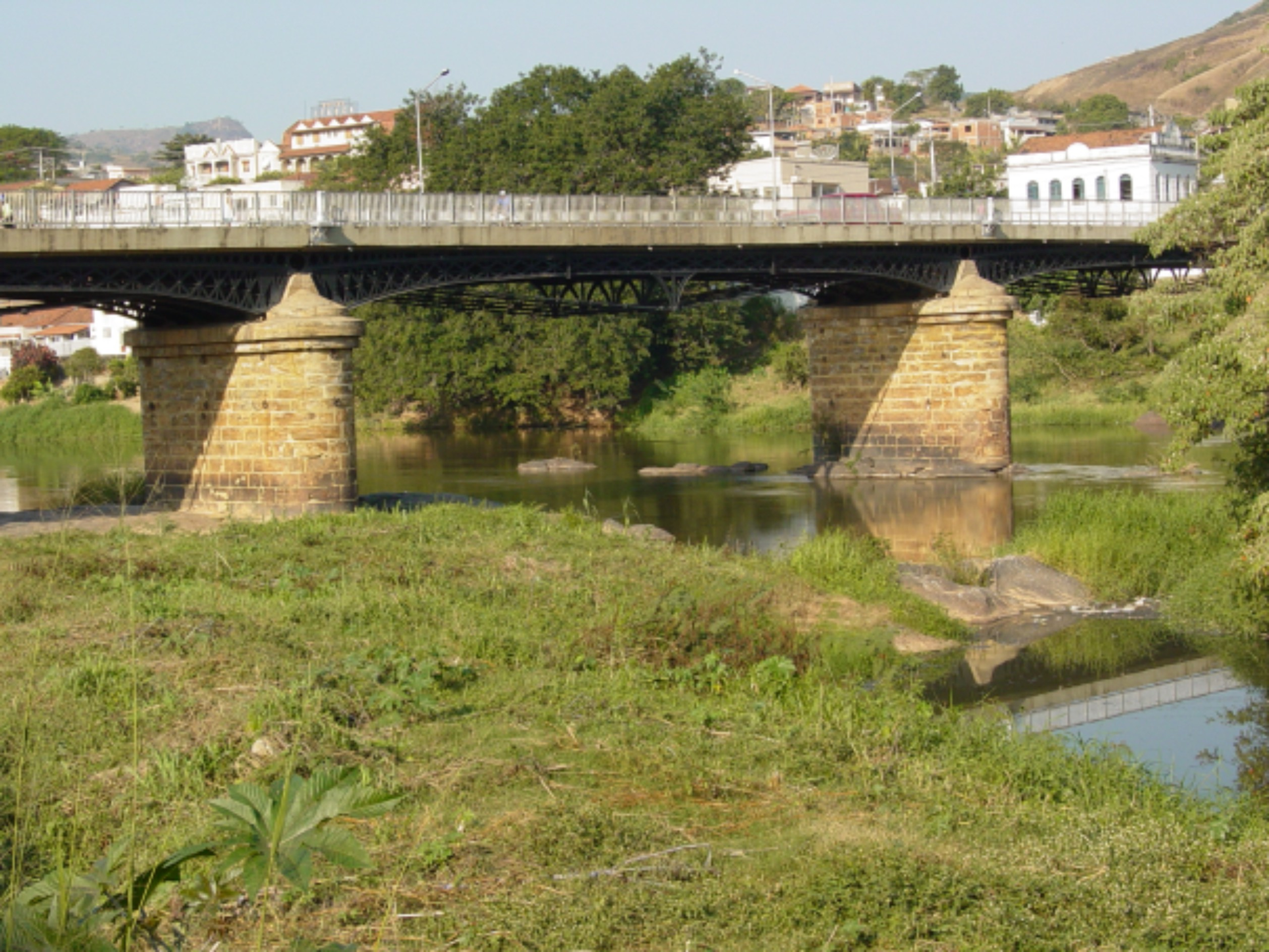
Мост